# كبريتيد الذهب الأحادي
كبريتيد الذهب الأحادي هو مركب غير عضوي صيغته Au2S . وهو واحد من الكبريتيدات الرئيسية الاثنان للذهب . توجد كبريتيدات الذهب في الطبيعة على هيئة محاليل صلبة مع الفضة ، والذي له نفس نصف قطره التساهمي .

## التركيب و التحضير
يتبلور مركب كبريتيد الذهب الأحادي بنفس الفكرة المُشاهدة في أكسيد النحاسوز : الذهب ثنائي التناسق ، الكبريت رباعي التناسق ، والارتباط في Au-S-Au خطي .
عادة الشكل الهندسي الخطي مُعتمد في مركبات الذهب الأحادي ، على سبيل المثال المعقد التناسقي كلورو (ثنائي ميثيل كبريتيد) الذهب الأحادي [Au(CH3)2S Cl] .
يمكن تحضيره عن طريق معالجة كلوريد الذهب بكبريتيد الهيدروجين 
أيضاً ممكن أن ينتج من معالجة بوتاسيوم ثنائي سيانو الذهب الأحادي KAu(CN)2 :
H2S + 2 KAu(CN)2 → Au2S + 2 KCN + 2 HCN
يوصف هذا الناتج كمادة صلبة في أول درجات البني المحمر الداكن والذي يتحول إلى «الفولاذي- الرمادي» .